# Adriano Rodoni
Adriano Rodoni (Milano, 29 dicembre 1898 – Milano, 30 gennaio 1985) è stato un dirigente sportivo italiano direttore sportivo di formazioni ciclistiche professionistiche, presidente della Federazione Ciclistica Italiana e dell'Unione Ciclistica Internazionale e Vice Presidente del C.O.N.I..

## Carriera
Il  Presidentissimo  Rodoni iniziò negli anni trenta, quando fu direttore sportivo di Alfredo Binda.
Durante la seconda guerra mondiale fu eletto due volte presidente della Federazione Ciclistica Italiana, ma si dimise dopo pochi mesi dall'incarico.
Fu nuovamente eletto nel 1956, e rimase in carica fino al 1982, divenendo il più longevo Presidente della Federazione.
Dal 1957 al 1981 ha ricoperto anche il ruolo di Presidente dell'UCI. in concomitanza con la vice Presidenza del C.O.N.I.